# Kyrie Irving
Kyrie Andrew Irving (ur. 23 marca 1992 w Melbourne) – amerykański koszykarz pochodzenia australijskiego, występujący na pozycji rozgrywającego, mistrz świata (2014) oraz olimpijski (2016), obecnie zawodnik Dallas Mavericks.

## Życiorys

### Dzieciństwo i młodość
Kyrie Irving urodził się w Melbourne w Australii, jako syn Drederick i Elizabeth Irvingów, jednakże do Stanów Zjednoczonych przeprowadził się mając dwa lata. Po dwóch latach matka Irvinga – Elizabeth zmarła, a jego ojciec wychowywał go przy pomocy najbliższej rodziny. Dorastał w West Orange w stanie New Jersey, a jego ojciec był kibicem lokalnej drużyny New Jersey Nets.

### Szkoła średnia
W pierwszych dwóch latach szkoły średniej uczęszczał do Montclair Kimberley Academy. Grając w ich drużynie koszykarskiej notował średnio 26,5 punktu, 10,3 zbiórek, 4,8 asyst i 3,6 przechwytu na mecz, stając się drugim koszykarzem w historii szkoły, który zdobył 1000 punktów. Trzeci rok nauki kontynuował w szkole średniej St. Patrick’s High School, gdzie występował w jednej drużynie z Michaelem Kiddem-Gilchristem. 20 stycznia 2010 został wybrany do drużyny reprezentującej Stany Zjednoczone na Nike Hoop Summit w Rose Garden Arena, w Portlandzie. W tym też samym roku brał udział w McDonald’s All-American Game oraz Jordan Brand Classic, gdzie razem z Harrisonem Barnesem został wybrany MVP. W czerwcu 2010 był członkiem reprezentacji Stanów Zjednoczonych, która zdobyła złoty medal podczas mistrzostw Ameryk do lat 18.

### College
22 października 2009 podpisał list intencyjny z Duke University. Do drużyny koszykarskiej Duke Blue Devils Irving dołączył w sezonie 2010/2011. W tymże sezonie zdobywał średnio 17,4 punktu, 5,1 asysty, 3,8 zbiórki i 1,5 przechwytu na mecz. Podczas ósmego występu w barwach Blue Devils, Irving złapał kontuzję, która wykluczyła go z gry do 18 marca. W tym też dniu wrócił do gry, a Duke wygrali w pierwszej rundzie rozgrywek pozasezonowych z drużyną koszykarską uniwersytetu Hampton. Sezon zakończyli po przegranym meczu z drużyną koszykarską uniwersytetu Arizona, w którym Irving rzucił 28 punktów. Był to jego ostatni mecz w barwach Blue Devils.

### National Basketball Association
Irving ogłosił, że przystąpi do draftu 2011, pomimo tego że prawie cały sezon leczył kontuzję. W maju 2011 zatrudnił agenta. W drafcie został wybrany z numerem pierwszym przez Cleveland Cavaliers. W pierwszym sezonie rozegrał 51 spotkań, w trakcie których zdobywał średnio 18,5 punktu, 3,7 zbiórki i 5,4 asysty na mecz. Po sezonie został wybrany najlepszym debiutantem sezonu 2011/12.
10 lipca 2014 podpisał pięcioletnie, warte 90 milionów dolarów przedłużenie kontraktu z Cavaliers.
28 stycznia 2015 w meczu z Portland Trail Blazers ustanowił własny rekord, zdobywając 55 punktów, oddając przy tym 11 celnych rzutów trzypunktowych, czym poprawił najlepszy pod tym względem wynik w historii klubu.
12 marca 2015 w meczu z San Antonio Spurs pobił klubowy rekord punktów w jednym meczu, zdobywając 57 punktów (mecz z dogrywką). Oddał 7 celnych rzutów za trzy punkty, jeden z nich doprowadził do dogrywki.
Podczas meczu numer 1 w finałach 2015 podczas zmiany kierunku kozłowania doznał złamania rzepki w lewym kolanie. Kontuzja wykluczyła go z gry aż do 20 grudnia 2015. Podczas meczu z Detroit Pistons w playoff 2016 ustanowił swój rekord punktów w jednym meczu – 32 punkty. Pobił go podczas meczu numer 4 finałów 2016 z Golden State Warriors – 34 punkty, a następnie poprawił go w meczu nr 5 – 41 punktów.
22 sierpnia 2017 trafił w wyniku wymiany do Boston Celtics.
6 lipca 2019 został zawodnikiem Brooklyn Nets. 6 lutego 2023 został wytransferowany do Dallas Mavericks.

## Reprezentacja
Wraz z reprezentacją Stanów Zjednoczonych zdobył mistrzostwo świata w 2014 roku. Irving został wybrany MVP turnieju.

## Osiągnięcia
Stan na 20 lutego 2023, na podstawie, o ile nie zaznaczono inaczej.
Szkoła średnia
- MVP spotkania Jordan Classic MVP (2010)
- Uczestnik:
  - McDonald’s All-American Game (2010)
  - Jordan Classic (2010)
  - Nike Hoop Summit (2010)
- Wybrany do:
  - I składu:
    - Jordan Brand High School All-American Team (2010)
    - Parade All-American (2010)
    - USA TODAY’s All-USA (2010)

NCAA
- Uczestnik rozgrywek Sweet Sixteen turnieju NCAA (2011)
- Mistrz turnieju konferencji Atlantic Coast (2011)
- MVP turnieju CBE Classic (2011)
- Zaliczony do I składu turnieju CBE Classic (2011)

NBA
- Mistrz NBA (2016)[14]
- Wicemistrz NBA (2015, 2017, 2024)[15]
- MVP:
  - Rookie Challenge (2012)
  - meczu gwiazd NBA (2014)[16]
- Debiutant Roku (2012)[17]
- Zwycięzca konkursu rzutów za 3 punkty (2013)[18]
- Zaliczony do:
  - I składu debiutantów NBA (2012)[19]
  - II składu NBA (2019)[20]
  - III składu NBA (2015[21], 2021[22])
- Uczestnik:
  - meczu gwiazd NBA (2013–2015, 2017–2019[23], 2021[24], 2023[25])
  - Rising Stars Challenge (2012, 2013)
  - konkursu:
    - rzutów za 3 punkty (2013, 2014, 2015, 2017)
    - Skills Challenge (2012)
- Zawodnik tygodnia (28.01.2013, 16.12.2013, 20.02.2015, 16.03.2015)
- Debiutant miesiąca (styczeń–marzec 2012)

Reprezentacja
- Mistrz:
  - olimpijski (2016)[26]
  - świata (2014)
  - Ameryki U–18 (2010)
- MVP:
  - mistrzostw świata (2014)
  - Nike Global Challenge (2009)
- Zaliczony do składu najlepszych zawodników:
  - mistrzostw świata (2014)
  - NIKE Global Challenge (2009)
- Atleta Roku – USA Basketball Male Athlete of the Year (2014)[27]
- Uczestnik NIKE Global Challenge (2009)